# أولاد حمو (تيربيغيين الجنوبية)
أولاد حمو هو دُوَّار يقع بجماعة امسيلة، إقليم تازة، جهة فاس مكناس في المملكة المغربية. ينتمي الدوّار لمشيخة تيربيغيين الجنوبية التي تضم 4 دواوير. يقدر عدد سكانه بـ 483 نسمة حسب الإحصاء الرسمي للسكان والسكنى لسنة 2004.

## روابط خارجية
- البوابة الوطنية للجماعات الترابية
- المندوبية السامية للتخطيط